# 이사로그등줄쥐
이사로그등줄쥐(Chrotomys gonzalesi)는 쥐과에 속하는 설치류의 일종이다. 필리핀에서만 발견된다. 자연 서식지는 아열대 또는 열대 기후 지역의 건조림이다.

## 특징
꼬리 길이 8.7~10.5cm를 제외한 몸길이가 14.5~18.9cm인 작은 설치류다. 발 길이는 3.5~3.9cm, 귀 길이는 2~2.3cm이고 몸무게는 최대 190g이다. 털은 길고 무성하며 솜털처럼 복슬복슬하다. 등 쪽은 밝은 검은색을 띠고 어깨와 옆구리 쪽으로 점점 갈색빛 노랑으로 변하는 반면에 배 쪽은 짙은 회색이다. 핵형은 2n=44, FN=52이다.

## 생태
땅 위에서 주로 생활하는 육상성 동물로 밤과 낮 동안 모두 활동적이다. 먹이는 벌레와 곤충, 기타 무척추동물이다. 2마리의 새끼를 밴 암컷이 관찰된다.

## 분포 및 서식지
필리핀 루손섬 남부 지역의 이사로그산에 제한적으로 분포한다. 해발 1,350~1,800m의 산지림과 이끼림에서 서식한다. 사람의 서식지 침입에 저항력을 갖고 있는 것으로 추정된다.